# الوادي (برنامج تلفزيوني)
الوادي كان برنامج واقعي يسلط الضوء على حياة مشاهير ينتقلون من حياة الرفاهية والراحة إلى حياة بدائية مزرعة معزولة عن العالم الخارجي.
البرنامج هو النسخة العربية من البرنامج السويدي "The Farm" الذي عرض في العديد من دول العالم، ولاقى نجاحا كبيرا. وهو من اختراع شركة ستريكس السويدية وموزع من قبل شركة تو ترافيك واي البريطانية.
بدأ البرنامج في 15 تموز حتى 30 أيلول 2005 على قناة نغم التابعة للمؤسسة اللبنانية للإرسال على مدار 24 ساعة، وأيضا على الال بي سي السهرات الرئيسية.
قدمته الأعلامية اللبنانية كارين دير كالوستيان. وسجل البرنامج في مزرعة اعدت خصيصا له في منطقة كسروان اللبنانية. الفائز في المسابقة يحصل على لقب أفضل مزارع ومبلغ قدره 50.000 دولار أمريكي إضافة إلى سيارة موستانغ كشف.

## فكرة البرنامج
تقيم مجموعة من النجوم والمشاهير من مختلف الدول العربية على مدى 12 أسبوعاً، في مزرعة وفق الأساليب البدائية ومراقبة من قبل 64 كاميرا تنقل كل تحركاتهم، تاركين وراءهم وسائل الراحة والحياة العصرية، حيث الماء والكهرباء لا يراعيان الشروط المتطورة، وحيث الاتصال بالعالم الخارجي مقطوع كليا حتى عبر الهاتف. يضطرون لاستصلاح مساحات من الأراضي الزراعية من دون اللجوء إلى أي معدات تسهل المهمة، حيث يزرعون ويحصدون المنتوج ليستمروا في الحياة. تكون في ضيافتهم كل أسبوع حيوانات ليهتموا بها وتصبح من ضمن واجباتهم اليومية.
بإضافة إلى المشتركين الـ14، وهم نجوم، أضاف المشرفون على البرنامج استضافة المطربة اللبنانية هيفاء وهبي كضيفة دائمة داخل
المزرعة. هي تسكن في غرفة منفردة عن باقي المشتركين، ولن تصوت لاختيار شخص للخروج من المسابقة، بل ستكون «القدوة» التي ستقدم على تنفيذ الخطوة الأولى من كل مهمة تطلب من سكان الوادي.
كما ستقدم أغنيتين أسبوعيا في كل سهرة رئيسية، أغنية خاصة بالبرنامج وأخرى من أغانيها الخاصة. المشترك الذي يخرج يحل ضيفا على السهرة التي تلي خروجه وسيخبر فيها الجمهور عن تجربته في المزرعة.
ونفّذ الوادي بطريقة تشبه المجتمع الشرقي، أي انها ليست مقتبسة حرفيا عن النسخة الغربية بشكل يعيش فيه المشتركون وفق عادات بلادهم الخاصة، ووفق شروط البرنامج.

## المنزل الرئيسي
يفتقر المكان إلى الكهرباء أو الوسائل التي تعتمدها حياتنا المعاصرة، والبيت مؤلف من غرفتا نوم بدائيتان، واحدة للرجال وأخرى للنساء، وممنوع على كل فريق زيارة الغرفة الأخرى)، غرفة الجلوس البسيطة والمطبخ المؤلف من أواني فخارية قديمة، فرن يعمل على الحطب، وبئر ارتوازي لضخ مياه الشرب والاستحمام. غرفة
لتربية الماشية، وحديقة تعج بما لذ وطاب من المزروعات التي يجب على المشتركين إطعامها للماشية، وهي أيضاً مصدر قوتهم الوحيد، واضيفت لمسات خاصة لديكور البيت، من ماكينة الخياطة القديمة إلى المواشي، والقش المتناثر في كل أرجاء المزرعة، وذلك لنقل المشاهد إلى الحياة التي عاشها القرويون في بداية القرن العشرين.

## المشتركون
المشاهير الأربعة عشرة، الذين أتوا من عدة دول عربية للإقامة بالمزرعة كانوا :
- الكويت مشاري البلام، احترف فن التمثيل في العام 1991. الفائز والحاصل على لقب المزارع الأفضل
- السعودية تركي اليوسف، احترف التمثيل ومنه انصرف إلى تأسيس شركة إنتاج.
- مصر خالد الغندور، كابتن فريق الزمالك ومن الأسماء الرياضية الكبيرة في مصر.
- الكويت زهرة الخرجي، قدمت أعمالا درامية على شاشة التلفزيون الكويتي.
- لبنان غسان المولى، عمل كمقدم برامج وفي مجال عرض الأزياء وأيضاً كمغني. هوايته الأساسية ممارسة الرياضة.
- لبنان جاكلين خوري، أصغر ملكة جمال للبنان.
- الإمارات العربية المتحدة عوض القبيسي، حصد شهرته من عالم رياضة الأوف شور والفورمولا 1 و2.
- المغرب حنان فاضلي، ممثّلة كوميدي.
- الأردن لارا الصفدي، درست التجارة لكن عشقها للتمثيل غير مجرى حياتها.
- مصر نور السمري، ملكة جمال مصر 2003 وقد مثلت في مسلسل العطار والسبع بنات.
- الإمارات العربية المتحدة عبد الله بو عابد، فنان متكامل ومتعدد، ممثل ومقدم برامج ومخرج.
- البحرين فاطمة عبد الرحيم، ممثلة شابة معروفة.
- تونس فرح بن رجب، مقدمة برامج معروفة.
- لبنان طارق أبو جودة، ملحن لبناني معروف.

## وصلات خارجية
- ال بي سي تطلق برنامج الوادي من تلفزيون الواقع بمشاركة 14 نجماً عربياً